# Trophée Guerrita
Le Trophée Guerrita - Mémorial Juan Romero y Diego Sánchez (Trofeo Guerrita) est une course cycliste espagnole disputée autour d'Alcantarilla, en Murcie. Créée en 1990, elle fait partie du calendrier de la Coupe d'Espagne amateurs. 

## Présentation
L'édition 2021 est reportée à une date ultérieure en raison de la pandémie de Covid-19.
La course se tient généralement sur un parcours d'environ 170 kilomètres avec la traversée de diverses ascensions de la Sierra Espuña, vers le milieu du tracé,.

## Palmarès
| Année | Vainqueur             | Deuxième                       | Troisième                |
| ----- | --------------------- | ------------------------------ | ------------------------ |
| 1990  | Joaquín Martínez      | Javier Soler                   | Antonio Civantos         |
| 1991  | Jesús Caro            | Pedro Pardo                    | Pascal Kohlvelter        |
| 1992  | Søren Petersen (de)   | Raúl Pérez                     | Juan Carlos Domínguez    |
| 1993  | Thierry Elissalde     | Juan Manuel García Muñoz       | Rafael Ruiz              |
| 1994  | Jaime Hernández       | Manuel Vaquero                 | Federico García          |
| 1995  | Carlos Torrent        | Miguel Ángel Martín Perdiguero | Miguel López             |
| 1996  | Rubén Galvañ          | Miguel López                   | Iván Herrero             |
| 1997  | Eduard Gritsun        | Nikolaï Kouznetsov             | Armando Ariel            |
| 1998  | Iván Herrero          | Frederic Ivars                 | Luis Diego Prior         |
| 1999  | Sergio Villamil       | Gonzalo Bayarri                | Carlos Torrent           |
| 2000  | Miquel Clamor         | Gorka González                 | Iker Camaño              |
| 2001  | José Cayetano Juliá   | Nikita Eskov                   | Javier Ramírez Abeja     |
| 2002  | Luis Pasamontes       | Xavier Pérez                   | Israel Núñez (es)        |
| 2003  | Javier Ramírez Abeja  | Antonio Olmo                   | Jaume Rovira             |
| 2004  | Pedro Luis Marichalar | Luis Medina                    | Rodrigo García           |
| 2005  | Unai Elorriaga        | Eloy Teruel                    | Francisco Gutiérrez      |
| 2006  | Unai Elorriaga        | Francisco Gutiérrez            | Francisco José Pacheco   |
| 2007  | Jesús Buendía         | Javier Iriarte                 | José Ángel Rodríguez     |
| 2008  | Guillermo Lana        | Rafael Valls                   | José Esteban Parra       |
| 2009  | Javier Chacón         | Raúl Alarcón                   | David Calatayud          |
| 2010  | Igor Romero           | Ramón Domene                   | José Esteban Parra       |
| 2011  | José David Martínez   | Peter Van Dijk (eu)            | David Gutiérrez Palacios |
| 2012  | annulé                |                                |                          |
| 2013  | Ibai Salas            | Loïc Chetout                   | Marcos Altur             |
| 2014  | Aritz Bagües          | Unai Intziarte                 | Miguel Ángel Benito      |
| 2015  | annulé                |                                |                          |
| 2016  | Álvaro Cuadros        | Marcos Jurado                  | Jaume Sureda             |
| 2017  | Alexander Grigoriev   | Martín Lestido                 | Juan Antonio López-Cózar |
| 2018  | Juan Pedro López      | Cristian Mota                  | Víctor Etxeberria        |
| 2019  | Francisco Galván      | Daniel Avellaneda              | Alejandro Ropero         |
| 2020  | Víctor Ocampo         | Óscar Téllez                   | Pablo Alonso             |
| 2021  | Francisco Agea        | Sergio Trueba                  | Pau Miquel               |
| 2022  | Gleb Syritsa          | Andoni López de Abetxuko       | Ángel Coterillo          |
| 2023  | Yanne Dorenbos        | Ricardo Zurita                 | Thomas Silva             |
| 2024  | Lev Gonov             | Gabriele Raccagni              | Haimar Etxeberria        |
| 2025  | Maksym Bilyi          | Iván Palomeque                 | Daniel Cepa              |